# Neospintharus furcatus
Neospintharus furcatus là một loài nhện trong họ Theridiidae.
Loài này thuộc chi Neospintharus. Neospintharus furcatus được Octavius Pickard-Cambridge miêu tả năm 1894.